# Acalypha subsana
Acalypha subsana là một loài thực vật có hoa trong họ Đại kích. Loài này được Mart. ex Colla mô tả khoa học đầu tiên năm 1836.